# 三橋健也
三橋健也（日语：／ Mitsuhashi Kenya，1997年7月11日—），日本男子羽毛球運動員，亦為現役日本國家羽毛球隊（B隊）成員。群馬縣前橋市出生，畢業於富岡第一中学校。現為BIPROGY株式會社羽球部成員。

## 簡歷
2014年4月，三橋健也代表日本參加在馬來西亞亞羅士打舉行的世界青年羽毛球錦標賽，助球隊贏得團體賽季軍。翌年，他又出戰在秘魯利馬舉行的2015年世青賽，與渡邊勇大合作赢得男子雙打季軍。
2015年11月，三橋健也代表日本參加在秘魯利馬舉行的世界青年羽毛球錦標賽，助球隊贏得團體賽第四名；而与渡邊勇大的男雙合作赢得季軍。
2016年2月，三橋健也与渡邊勇大出戰奧地利羽毛球公開賽，在决赛以0比2（14-21、16-21）不敌赛会头号种子、英格兰的马库斯·埃利斯/克里斯·兰格瑞奇，赢得亚軍。同年5月，他与渡邊勇大出戰越南羽毛球國際挑戰賽，在决赛以0比2（19-21、14-21）不敌赛会6号种子、马来西亚的王耀新/張御宇，赢得亚軍。
2017年8月，三橋健也代表日本参加世界大學運動會羽毛球比賽，在率先进行的團體中，日本队赢得银牌；然而，三橋健也与玉手勝輝在男雙决赛以0比2（12-21、19-21）不敌韩国新秀的金載煥/徐承宰，赢得世大運的银牌。
2018年4月，三橋健也大阪羽毛球國際挑戰賽，在混雙準决赛以0比2（16-21、13-21）不敌韩国新秀的金元昊/李幽琳。

## 主要比賽成績
只列出曾進入準決賽的國際賽事成績：
| 年份   | 賽事                     | 公開賽級別 | 項目     | 拍檔     | 成績   |
| ------ | ------------------------ | ---------- | -------- | -------- | ------ |
| 2014年 | 亞洲青年羽毛球錦標賽     | 其他       | 混合團體 | －       | 季軍   |
| 2014年 | 亞洲青年羽毛球錦標賽     | 其他       | 男子雙打 | 渡邊勇大 | 季軍   |
| 2014年 | 世界青年羽毛球錦標賽     | 其他       | 混合團體 | －       | 季軍   |
| 2015年 | 亞洲青年羽毛球錦標賽     | 其他       | 混合團體 | －       | 季軍   |
| 2015年 | 世界青年羽毛球錦標賽     | 其他       | 混合團體 | －       | 第四名 |
| 2015年 | 世界青年羽毛球錦標賽     | 其他       | 男子雙打 | 渡邊勇大 | 季軍   |
| 2016年 | 奧地利羽毛球公開賽       | 國際挑戰賽 | 男子雙打 | 渡邊勇大 | 亞軍   |
| 2016年 | 越南羽毛球國際挑戰賽     | 國際挑戰賽 | 男子雙打 | 渡邊勇大 | 亞軍   |
| 2017年 | 世界大學運動會羽毛球比賽 | 其他       | 混合團體 | －       | 銀牌   |
| 2017年 | 世界大學運動會羽毛球比賽 | 其他       | 男子雙打 | 玉手勝輝 | 銀牌   |
| 2018年 | 大阪羽毛球國際挑戰賽     | 國際挑戰賽 | 混合雙打 | 篠谷菜留 | 準決賽 |
| 2022年 | 聖但尼羽毛球公開賽       | 國際挑戰賽 | 男子雙打 | 井上拓斗 | 亞軍   |
| 2022年 | 蒙古國羽毛球國際挑戰賽   | 國際挑戰賽 | 男子雙打 | 井上拓斗 | 亞軍   |
| 2022年 | 加拿大羽毛球公開賽       | 超級100賽  | 男子雙打 | 井上拓斗 | 亞軍   |
| 2022年 | 愛爾蘭羽毛球公開賽       | 國際挑戰賽 | 男子雙打 | 井上拓斗 | 準決賽 |
| 2023年 | 越南羽毛球公開賽         | 超級100賽  | 男子雙打 | 岡村洋輝 | 冠軍   |
| 2023年 | 高雄羽球大師賽           | 超級100賽  | 男子雙打 | 岡村洋輝 | 準決賽 |
| 2023年 | 印尼泗水羽毛球國際挑戰賽 | 國際挑戰賽 | 男子雙打 | 岡村洋輝 | 冠軍   |
| 2023年 | 印尼泗水羽毛球大師賽     | 超級100賽  | 男子雙打 | 岡村洋輝 | 冠軍   |
| 2024年 | 亞洲羽毛球團体錦標賽     | 其他       | 男子團体 | －       | 季軍   |
| 2024年 | 加拿大羽毛球公開賽       | 超級500賽  | 男子雙打 | 岡村洋輝 | 準決賽 |
| 2025年 | 亞洲羽毛球混合團体錦標賽 | 其他       | 混合團体 | －       | 季軍   |

| 2007-2017年 | 首要超級賽 | 超級賽 | 黃金大獎賽 | 大獎賽 | 國際挑戰賽 | 國際系列賽 | 未來系列賽 | 其他 |

| 2018-2026年 | 總決賽 | 超級1000賽 | 超級750賽 | 超級500賽 | 超級300賽 | 超級100賽 | 國際挑戰賽 | 國際系列賽 | 未來系列賽 | 其他 |